# Ремоваць
45°42′ пн. ш. 17°24′ сх. д. / 45.70° пн. ш. 17.40° сх. д.
Ремоваць (хорв. Removac) — населений пункт у Хорватії, в Б'єловарсько-Білогорській жупанії у складі громади Джуловаць.

## Населення
Населення за даними перепису 2011 року становило 19 осіб.
Динаміка чисельності населення поселення: